# Achim Haag
Achim Haag (* 26. Mai 1955 in Aachen) ist ein deutscher Jurist, ehemaliger Präsident der Deutschen Lebens-Rettungs-Gesellschaft e. V. (DLRG), Kommunalpolitiker und war als solcher 24 Jahre Bürgermeister der Verbandsgemeinde Altenahr.

## Leben
Der aus Aachen stammende Haag ist verheiratet und Vater einer Tochter. Nach Jura-Studium und Referendariat wurde er Regierungsrat und Oberregierungsrat im rheinland-pfälzischen Landwirtschaftsministerium. 1990 übernahm er den Posten als Referatsleiter im Ministerium für Bundesangelegenheiten und Europa des Landes Rheinland-Pfalz, bevor er 1992 für ein Jahr als Referatsleiter für Arbeit, Jugend, Soziales, Gesundheit und Landwirtschaft zuständig war. Von 1993 bis 1995 war Haag Mitarbeiter der CDU/CSU-Bundestagsfraktion in Bonn.
Im Juli 1995 wurde Haag erster urgewählter Bürgermeister der Verbandsgemeinde Altenahr. Im Februar 2003 wurde er wiedergewählt, im Juli 2011 trat er seine dritte Amtsperiode an. Bei der Bürgermeisterwahl 2019 trat er nicht erneut an. Im September 2002 wurde er zum Ehrenbürger der ungarischen Partnergemeinde Martély ernannt.
Haag trat 1974 in die DLRG ein. Zunächst war er von 1987 bis 1990 stellvertretender Justitiar im Landesverband Rheinland-Pfalz. Von 1992 bis 1998 war er Vorsitzender der DLRG-Jugend in Rheinland-Pfalz. Von 1998 bis 2001 besetzte er das Amt des Vizepräsidenten und von 2001 bis 2012 das Amt des Präsidenten im Landesverband Rheinland-Pfalz. 2009 wurde Haag Justitiar auf Bundesebene. Im Oktober 2013 wurde er zum Vizepräsidenten der DLRG gewählt und war seit dem Tod des Präsidenten der DLRG Hans-Hubert Hatje im Februar 2017 geschäftsführender Vizepräsident. Am 21. Oktober 2017 wurde er zum Präsidenten der DLRG gewählt. Am 23. Oktober 2021 wurde er in diesem Amt von Ute Vogt abgelöst. Im Jahr 2018 wurde Achim Haag für sein besonderes ehrenamtliches Engagement das Bundesverdienstkreuz am Bande verliehen.

## Mandat und Funktionen
- Beirat für Naturschutz des Kreises Ahrweiler (2009–2014)
- Vizepräsident der DLRG (2013–2017)
- Präsident des DRK-Kreisverband Ahrweiler e.V.
- Präsident der DLRG (2017–2021)